# 苏茜·鲍默
苏茜·鲍默（英語：Susie Baumer，1966年3月31日—），澳大利亚女子游泳运动员。她曾代表澳大利亚参加1986年英联邦运动会游泳比赛，获得二枚金牌、一枚银牌和一枚铜牌。她也曾参加1984年和1988年夏季奥运会。